# Volapiško kodiranje
Volapiško kodiranje (rusko »кодировка волапюк«, kodirovka volapjuk) je slengovski izraz za zapisovanje črk cirilske abecede z latinico. 

## Zgodovina
Volapiško kodiranje je bilo v uporabi od začetkov Interneta za zapisovanje ruskih besedil (največkrat elektronske pošte) v primerih, ko je bila podpora za cirilske črke omejena, denimo kadar pošiljatelj ni imel cirilskega razporeda znakov na tipkovnici ali pa ni bil prepričan, če je na prejemnikovem računalniku nameščena cirilska pisava. Položaj za uporabnike cirilice je tedaj oteževalo še veliko število medsebojno nezdružljivih sedembitnih kodnih tabel za cirilico in pošiljatelj ni mogel vedeti, kakšno uporablja prejemnik
Nekateri ruski ponudniki elektronske pošte so volapiško kodiranje celo vključili v seznam možnosti za kodiranje pošte na svojih strežnikih. Njihov izbirnik je tako izgledal, na primer, takole:
MIME/BASE64, MIME/Quoted-Printable, volapuk, uuencode
Ime prihaja iz umetnega jezika volapik zaradi dveh razlogov. Cirilsko besedilo, pisano v volapiškem kodiranju, izgleda čudno, pogosto pa celo smešno, prav tako, kot lahko izpade tudi besedilo v volapiku, obenem pa že sama beseda volapik govorcem ruščine zveni smešno, zato se je ime obdržalo. Sicer volapik temelji na angleškem besednjaku, vendar končna besedila v tem jeziku niso angleščini niti najmanj podobna.

## Lastnosti
Volapiško kodiranje ni prečrkovanje v pravem pomenu besede, saj nima poenotenih pravil. Nekdo bi na primer uporabil latinični črki X in Y za cirilski črki Х in У, ki izgledata enako, predstavljata pa povsem drug glas. V naglici nekdo lahko v latinici zlahka napiše P namesto cirilskega Р (pravilno pa bi bilo seveda R). Tako lahko besedilo postane še bolj smešno in težavno za branje, tako, da kodiranje nekateri jemljejo kar za šalo, pri kateri se cirilsko črko zamenja z latinsko, ki izgleda enako, vendar zveni popolnoma drugače. To lahko pripelje do velike zmede.
Latinske črke, ki tako po izreki kot po pisavi ustrezajo cirilski, so E, T, O, A, K, M in včasih C.
Črke, ki v obeh črkopisih samo izgledajo enako, so Y, P, H, X, B in včasih C.
Pri pisanju nekaterih črk in znakov obstajajo triki, denimo b za ь, q za я, b! za Ы in }|{ za Ж.
Podobno kot pri govorici hekerjev (leetspeak) zanesenjaki včasih uporabljajo števke za zapisovanje podobnih cirilskih črk. 4 izgleda podobno kot Ч, 9 kot Я, 3 pa je skoraj popoln nadomestek za З.

## Primer
- COBETCKIJ COIO3 (»napredno« volapiško kodiranje)
- СОВЕТСКИЙ СОЮЗ (cirilica)
- SOVETSKIJ SOJUZ (prečrkovanje po slovenskem pravopisu)
- Sovjetska zveza (slovenščina)